# Universidade de Toronto Mississauga
A Universidade de Toronto Mississauga (UTM) é um câmpus satélite da Universidade de Toronto, localizado em Mississauga, Ontário, Canadá, a 33 km oeste do centro de Toronto.
A Universidade de Toronto Mississauga foi construída em um terreno adquirido pela Universidade de Toronto em 1965. Fundado como Erindale College em 1965, a construção do prédio principal da universidade começou em 1966. Embora esperava-se que este prédio fosse temporário, a estrutura ainda existe como parte do prédio Norte. Em 1998, Erindale College assumiu seu nome atual. A universidade oferece 125 programas em 70 áreas de estudo.